# Списак католичких светаца заштитника
Списак католичких светаца заштитника представља списак светаца заштитника које Римокатоличка црква слави као заштитнике одређених заната, занимања, итд.
Професије и занимања: 
- Адвокати - свети Ивон
- Бабице - света Катарина
- Банкари - свети Матеј
- Боди-билдери - свети Себастијан
- Грађевинари - свети Винко
- Домари - света Ана
- Зидари - свети Стјепан
- Зубари - света Аполонија
- Издавачи - свети Иван Боско
- Књижари - свети Иван од Бога
- Комичари - свети Вид
- Кројачи - свети Бонифације
- Кувари - света Марта
- Лекари - свети Лука
- Ловци - свети Хуберт
- Металци - свети Елигије
- Морнари - свети Иван Непомук
- Музичари - света Цецилија
- Научници - свети Алберт
- Певачи - свети Гргур
- Пекари - света Јелисавета
- Писари - свети Марко
- Просјаци - свети Алексије
- Радници - свети Јаков Велики
- Разбојници - свети Дизмо
- Рибари - свети Андрија
- Свећари - свети Бернард
- Собосликари - свети Лука
- Студенти - свети Тома Аквински
- Фармацеути - св. Гема
- Хирурзи - свети Козма и Дамјан
- Цвећари - света Доротеја
- Шеширџије - свети Јаков
- Штукатури - свети Вартоломеј

Заштитници од разних болести:
- Артритис - свети Јаков
- Епилепсија, живци - свети Вид
- Пасји угриз - свети Хуберт
- Грозница - свети Ђорђе
- Угриз змије - свети Хиларије
- Болести стопала - свети Виктор
- Слепило - свети Рафаел
- Жучни каменац - свети Либерије
- Рак - свети Перегрина
- Костобоља - свети Андрија
- Грчеви - свети Морис
- Главобоља - свети Денис
- Глувоћа - свети Кадок
- Срчани проблеми - свети Иван од Бога
- Грудне болести - света Агата
- Лудило - св. Димпна
- Очне болести - света Луција
- Кожне болести - свети Рок
- Болести грла - свети Блаж (Влахо)
- Неплодност - свети Жил

У римокатолицизму постоје свеци и за: 
- Неплодне жене - свети Антун
- Старе девојке - свети Андрија
- Пивопије - свети Никола
- Сиромахе - свети Ловро
- Децу - свети Доминик
- Труднице - свети Жерар
- Домаће животиње - свети Антун
- Телевизију - света Клара
- Исељенике - свети Фрањо и света Марија Лоретска
- Искушење - свети Сирације
- Породичне проблеме - свети Еустахије
- Хватање лопова - свети Гервазије
- Ватру - свети Ловро
- Добијање деце - света Фелиција
- Стицање мужа - свети Јосип
- Стицање жене - света Ана
- Поплаве - свети Колумбан
- Олује и громове - света Барбара